# العلاقات الأمريكية الجامايكية
العلاقات الأمريكية الجامايكية هي العلاقات الثنائية التي تجمع بين الولايات المتحدة وجامايكا.

## مقارنة بين البلدين
هذه مقارنة عامة ومرجعية للدولتين:
| وجه المقارنة                                              | الولايات المتحدة                                                                                                  | جامايكا       |
| --------------------------------------------------------- | --- | ------------- |
| المساحة (كم2)                                             | 9.83 مليون | 10.99 ألف     |
| عدد السكان (نسمة)                                         | 311.58 مليون | 2.95 مليون    |
| الكثافة السكانية (ن./كم²)                                 | 31.7 | 268.43        |
| العاصمة                                                   | واشنطن العاصمة | كينغستون      |
| اللغة الرسمية                                             | لغة إنجليزية | لغة إنجليزية  |
| العملة                                                    | دولار أمريكي | دولار جامايكي |
| الناتج المحلي الإجمالي (بليون دولار)                      | 19.39 تريليون | 14.77 مليار   |
| الناتج المحلي الإجمالي (تعادل القوة الشرائية) بليون دولار | 18.04 تريليون | 24.79 مليار   |
| الناتج المحلي الإجمالي الاسمي للفرد دولار أمريكي          | 56.12 ألف | 5.23 ألف      |
| الناتج المحلي الإجمالي للفرد دولار أمريكي                 | 54.63 ألف | 8.88 ألف      |
| مؤشر التنمية البشرية                                      | 0.920 | 0.719         |
| رمز المكالمات الدولي                                      | +1 | +1876         |
| رمز الإنترنت                                              | .us، حكومة، .mil، Edu.                                                                                            | .jm           |
| المنطقة الزمنية                                           | توقيت ساموا الأمريكية، توقيت أطلنطي موحد، منطقة زمنية وسطى، توقيت ألاسكا ‏، المنطقة الزمنية الجبلية، توقيت تشامرو ‏ | 00            |

## مدن متوأمة
في ما يلي قائمة باتفاقيات التوأمة بين مدن أمريكية وجامايكية:
- ترتبط أوكلاند مع أوتشو ريوس باتفاقية توأمة.
- ترتبط كالامازو مع كينغستون باتفاقية توأمة.
- ترتبط أتلانتا مع مونتيغو باي باتفاقية توأمة منذ 1979.
- ترتبط بوفالو مع أبرشية القديس آن [الإنجليزية]‏ باتفاقية توأمة منذ 1977.
- ترتبط ميامي مع كينغستون باتفاقية توأمة منذ 1 نوفمبر 1990.
- ترتبط مقاطعة ميامي داد مع كينغستون باتفاقية توأمة.

## منظمات دولية مشتركة
يشترك البلدان في عضوية مجموعة من المنظمات الدولية، منها:
| علم المنظمة | اسم المنظمة                               | تاريخ انضمام الولايات المتحدة | تاريخ انضمام جامايكا |
| ----------- | ----------------------------------------- | ----------------------------- | -------------------- |
|             | وكالة ضمان الاستثمار متعدد الأطراف        | 12 أبريل 1988                 | 12 أبريل 1988        |
|             | الاتحاد الدولي للاتصالات                  | 1 يوليو 1908                  | 18 فبراير 1963       |
|             | يونسكو                                    | 4 نوفمبر 1946                 | 7 نوفمبر 1962        |
|             | الأمم المتحدة                             | 24 أكتوبر 1945                | 18 سبتمبر 1962       |
|             | المركز الدولي لتسوية المنازعات الاستشارية | 14 أكتوبر 1966                | 14 أكتوبر 1966       |
|             | البنك الدولي للإنشاء والتعمير             | 27 ديسمبر 1945                | 21 فبراير 1963       |
|             | مؤسسة التمويل الدولية                     | 20 يوليو 1956                 | 31 مارس 1964         |
|             | منظمة الشرطة الجنائية الدولية             | ?                             | ?                    |
|             | المنظمة الهيدروغرافية الدولية             | ?                             | ?                    |
|             | الاتحاد البريدي العالمي                   | ?                             | ?                    |
|             | منظمة حظر الأسلحة الكيميائية              | ?                             | ?                    |
|             | منظمة التجارة العالمية                    | ?                             | ?                    |

## أعلام
هذه قائمة لبعض الشخصيات التي تربطها علاقات بالبلدين:
- أفريكا بامباتا (17 أبريل 1957 – )
- أليشيا كيز (25 يناير 1981 – )
- بستا رايمز (20 مايو 1972[26] – )
- بيغ إي (1 مارس 1986 – )
- بين غوردن (لاعب كرة سلة من المملكة المتحدة، 4 أبريل 1983 – )
- تاج محل (17 مايو 1942[27][28][29] – )
- تايجا (19 نوفمبر 1989 – )
- سانيا ريتشاردز روس (عداءة سرعة من الولايات المتحدة الأمريكية، 26 فبراير 1985 – )
- شون كينغستون (مغني جامايكي، 3 فبراير 1990 – )
- شين ويست (ممثل أمريكي، 10 يونيو 1978[30][31] – )
- كوربن بلو (ممثل أمريكي، 21 فبراير 1989[32] – )
- كولن باول (سياسي أمريكي، 5 أبريل 1937[33] – )
- كيري واشنطن (ممثلة أمريكية، 31 يناير 1977[34][35][36] – )
- كيفن مايكل ريتشاردسون (25 أكتوبر 1964 – )
- وينتورث ميلر (ممثل أمريكي بريطاني المولد، 2 يونيو 1972[37] – )

## وصلات خارجية
- موقع وزارة الخارجية الأمريكية
- موقع وزارة الخارجية الجامايكية